# 常田邦彦
常田 邦彦（ときだ くにひこ、1952年 - ）は、日本の哺乳類学者。

## 人物
1952年、長野県生まれ、1977年、東京農工大学大学院農学研究科修士課程修了。野生哺乳類の保護管理。福島県職員を経て、1980年より財団法人自然環境研究センター（旧日本野生生物研究センター）に勤務(築地書館 n.d.)。

## 著書
- 常田邦彦 (2001), 川道美枝子; 岩槻邦男; 堂本暁子, eds., 移入・外来・侵入種 : 生物多様性を脅かすもの, 築地書館, ISBN 4806712345

- 常田邦彦 (1991), 大町山岳博物館, ed., カモシカ : 氷河期を生きた動物, 長野県: 信濃毎日新聞社, ISBN 478409122X

- 常田邦彦 (1999), 千葉県生物学会, ed., 千葉県動物誌, 文一総合出版, ISBN 4829930500

## 論文
- 国立情報学研究所収録論文 国立情報学研究所

- 常田邦彦 (1976), “群馬県におけるカモシカの分布--アンケート・聞きこみ調査による”, 生物科学 28 (3):  120-132

- 常田邦彦; Miura Singo (1988), “Mortality and Life Table of a Japanese Serow(Capricornis crispus)Population in Iwate Prefecture,Japan”, Journal of the Mammalogical Society of Japan 13 (2):  119-126